# Apple (álbum)
Apple é o único álbum de estúdio da banda americana Mother Love Bone. Foi lançado em 19 de julho de 1990 pela Stardog/Mercury Records.

## Visão global
Em setembro de 1989, o grupo voltou ao estúdio para gravar o seu álbum de estreia Apple com o produtor Terry Date no The Plant, estúdio de gravação em Sausalito, Califórnia. A banda terminou o álbum em Novembro de 1989, no London Bridge Studios em Seattle, Washington. Comparado com o debut da banda, o EP Shine, as cordas vocais do vocalista Andrew Wood estão mais maduras, puxando fortemente em técnicas similares às do guitarrista e cantor Marc Bolan. "Crown of Thorns" apareceu originalmente no Shine,  porém em Apple a canção perde a abertura "Chloe Dancer". O álbum foi mixado por Tim Palmer. A arte da capa do álbum foi fotografada por Lance Mercer. Apesar de algumas dificuldades iniciais, a gravação ocorreu no tempo previsto para o seu lançamento em março de 1990.
No início de 1990 o interesse na banda havia atingido um nível febril, e parecia destinado que a banda se tornasse um sucesso. Porém, apenas alguns dias antes de Apple ser lançado, Wood sofreu uma overdose de heroína. Depois de passar alguns dias no hospital em coma, Wood morreu, efetivamente trazendo o Mother Love Bone ao fim. O álbum seria lançado mais tarde no mesmo ano, em julho. O álbum finalmente alcançou o número 34 na parada da Billboard Top Heatseekers em 1992. Kim Neely da Rolling Stone disse que o álbum
" foi bem-sucedido onde inúmeros outros álbuns de hard rock falharam, capturando a essência do que fez Zep imortal - dinâmica, crianças! - e dando-lhe um molde de anos noventa que é único."
 Um vídeo clipe foi feito para a canção "Stardog Champion". O álbum inteiro mais tarde apareceu no álbum de 1992 de compilação, Mother Love Bone (Também conhecido como Stardog Champion). Também foi remasterizado e relançado em 8 de setembro de 2003 pela britânica Lemon Recordings.
| Críticas profissionais                                                      | Críticas profissionais |
| Avaliações da crítica                                                       | Avaliações da crítica  |
| Fonte                                                                       | Avaliação              |
| --------------------------------------------------------------------------- | ---------------------- |
| allmusic                                                                    | [ 2 ]                  |
| The New York Times                                                          | (favorável)            |
| Rolling Stone                                                               | (favorável)            |
| Uncut                                                                       | [ 4 ]                  |
| Esta tabela precisa de ser acompanhada por texto em prosa. Consulte o guia. |                        |

## Faixas
Todas as letras por Andrew Wood
| N.º            | Título                | Duração |  |
| 1.             | "This Is Shangrila"   | 3:42    |  |
| 2.             | "Stardog Champion"    | 4:58    |  |
| 3.             | "Holy Roller"         | 4:27    |  |
| 4.             | "Bone China"          | 3:44    |  |
| 5.             | "Come Bite the Apple" | 5:26    |  |
| 6.             | "Stargazer"           | 4:49    |  |
| 7.             | "Heartshine"          | 4:36    |  |
| 8.             | "Captain Hi-Top"      | 3:07    |  |
| 9.             | "Man of Golden Words" | 3:41    |  |
| 10.            | "Capricorn Sister"    | 4:19    |  |
| 11.            | "Gentle Groove[I]"    | 4:02    |  |
| 12.            | "Mr. Danny Boy"       | 4:50    |  |
| 13.            | "Crown of Thorns"     | 6:18    |  |
| Duração total: | Duração total:        | 57:59   |  |

| Reegravação bônus |                     |         |  |
| N.º               | Título              | Duração |  |
| 14.               | "Lady Godiva Blues" | 3:40    |  |

↑ I Apenas disponível na edição em CD..

## Integrantes
| Mother Love Bone - Jeff Ament – Baixo, direção de arte e o conceito - Bruce Fairweather – Guitarra - Greg Gilmore – Bateria - Stone Gossard – Guitarra - Andrew Wood – Vocal, Piano | Produção - Scott Blockland – engenheiro de Audio - Bruce Calder – produtor em "Stargazer" - Terry Date, Mother Love Bone – produtor - Mark Dearnley – produtor em "Crown of Thorns" - Kaylin Frank – cordenação de produção - Dennis Herring, Davitt Sigerson – pre-produção - Klotz – design - Bob Ludwig – Masterização de áudio - Lance Mercer – Fotografia - Tim Palmer – Mixagem - Denny Swofford – Assistência |

## Posições
| Gráfico (1992)  | Posição |
| --------------- | ------- |
| Top Heatseekers | 34      |